# Svoboda (partido)

"A Ideia da Nação" (I+N), símbolo derivado do Wolfsangel nazista e usado pelo SNPU até 2004.

A União Pan-Ucraniana "Liberdade", conhecida como "Svoboda" (em ucraniano, Всеукраїнське об'єднання «Свобода», transl. Vseukrayinske obyednannia "Svoboda"), é um partido político ultranacionalista ucraniano.  O partido teve atuação destacada na promoção das manifestações violentas que substituíram os protestos populares, contra os efeitos da crise econômica, criando uma situação de quase guerra civil, na Ucrânia, entre 2013 e 2014. Após a deposição do então presidente, Viktor Yanukovitch, membros do Svoboda ocuparam cinco cargos de alto escalão, no novo governo da Ucrânia, incluindo o cargo de vice-primeiro ministro, o que levou o presidente da Rússia, Vladimir Putin, a afirmar que a Ucrânia caíra nas mãos de grupos de extrema-direita fascistas. Na época, Svoboda tornou-se um dos mais importantes partidos do país.
O Svoboda foi fundado em 1991 como Partido Social-Nacional da Ucrânia (SNPU) . Segundo vários analistas políticos, atuava como um partido  populista de direita, ultranacionalista e anticomunista, sendo que o nome do partido seria uma referência intencional ao Partido Nazista (Partido Nacional Socialista dos Trabalhadores Alemães).Andriy Parubiy, chefe do Conselho de Segurança Nacional e Defesa da Ucrânia, entre fevereiro e agosto de 2014, havia sido um dos principais membros do SNPU, na década de 1990.
A posição do Svoboda, no espectro político, tem sido descrita como de direita a extrema-direita, e o partido é amplamente considerado como ultranacionalista e populista de direita. Expressou apoio e realizou comemorações em homenagem a Stepan Bandera e se opõe à imigração, ao globalismo e ao livre comércio. Decididamente anticomunista e conservador em relação às questões sociais, favorece o nacionalismo econômico e o protecionismo.
A filiação era restrita aos ucranianos étnicos, e, por um certo período, o partido não aceitou ateus ou ex-membros do Partido Comunista. O partido também foi acusado de recrutar white powers e hooligans. Várias fontes classificam o Svoboda como neofascista, neonazista, racista ou antissemita, enquanto outras contestam o rótulo de neofascista e simplesmente o consideram como um partido nacionalista radical. O próprio Svoboda  afirma que sua política é nacionalista, mas não fascista ou antissemita.

## Resultados eleitorais

### Eleições presidenciais
| Data | Candidato apoiado        | 1ª Volta                 | 1ª Volta                 | 2ª Volta                 | 2ª Volta                 |
| Data | Candidato apoiado        | Votos                    | %                        | Votos                    | %                        |
| ---- | ------------------------ | ------------------------ | ------------------------ | ------------------------ | ------------------------ |
| 1991 | Nenhum candidato apoiado | Nenhum candidato apoiado | Nenhum candidato apoiado | Nenhum candidato apoiado | Nenhum candidato apoiado |
| 1994 | Nenhum candidato apoiado | Nenhum candidato apoiado | Nenhum candidato apoiado | Nenhum candidato apoiado | Nenhum candidato apoiado |
| 1999 | Nenhum candidato apoiado | Nenhum candidato apoiado | Nenhum candidato apoiado | Nenhum candidato apoiado | Nenhum candidato apoiado |
| 2004 | Nenhum candidato apoiado | Nenhum candidato apoiado | Nenhum candidato apoiado | Nenhum candidato apoiado | Nenhum candidato apoiado |
| 2010 | Oleh Tyahnybok           | 352 282                  | 1,4 (8.º)                |                          |                          |
| 2014 | Oleh Tyahnybok           | 210 476                  | 1,2 (10.º)               |                          |                          |
| 2019 | Ruslan Koshulynskyi      | 307 244                  | 1,6 (9.º)                |                          |                          |

### Eleições parlamentares
| Data | Votos          | %              | Deputados      | +/-            | Status            |
| ---- | -------------- | -------------- | -------------- | -------------- | ----------------- |
| 1994 | 49 483         | 0,2 (19.º)     | 0 / 450        |                | Extra-parlamentar |
| 1998 | 45 155         | 0,2 (29.º)     | 1 / 450        | 1              | Oposição          |
| 2002 | Não participou | Não participou | Não participou | Não participou | Não participou    |
| 2006 | 91 321         | 0,4 (18.º)     | 0 / 450        |                | Extra-parlamentar |
| 2007 | 178 660        | 0,8 (8.º)      | 0 / 450        | Estável        | Extra-parlamentar |
| 2012 | 2 129 246      | 10,5 (5.º)     | 37 / 450       | 37             | Oposição          |
| 2014 | 742 022        | 4,7 (7.º)      | 6 / 423        | 31             | Oposição          |
| 2019 | 315,530        | 2,1 (11.º)     | 1 / 450        | 5              | Oposição          |